# María Gallimore
María De Lourdes Gallimore Campos (nacida el 20 de febrero de 1989) es una modelo, chica reality,jugadora de Flag football y Voleibol panameña y campeona de concursos de belleza que representó a Panamá en el certamen Bellezas Panamá 2014.

## Biografía

### Concurso de Belleza
el 13 de julio de 2014, y ganó el título de Miss Panamá Tierra 2014.Gallimore  representó a su país Panamá en el certamen de belleza Miss Tierra 2014, que se llevó a cabo el 29 de noviembre de 2014. 

### Reality
desde el 2016 hasta el 2017 participó en el reality de competencia Calle 7 Panamá. en el 2023 regreso al programa estando una temporada siendo la capitana del equipo rojo llegando hasta los cuartos de final de la etapa verde.

## Televisión
| Año       | Programa       | Rol          | Canal     |
| --------- | -------------- | ------------ | --------- |
| 2016-2017 | Calle 7 Panamá | Participante | Telemetro |
| 2023      | Calle 7 Panamá | Participante | Telemetro |